# Musée départemental Maurice-Denis
Le musée départemental Maurice-Denis est un musée d'art à Saint-Germain-en-Laye, dans les Yvelines, en France. Ouvert au public en 1980, il est situé dans la maison-atelier de Maurice Denis. Il abrite des œuvres de ce peintre et de plusieurs confrères symbolistes et nabis.

## Histoire

### L'édifice
Maurice Denis loua le domaine, ancien hôpital général royal datant du XVIIe siècle, commandé par Madame de Montespan, et commença à y travailler dès 1910. Il en devint propriétaire en 1914, après que la municipalité décida de se séparer du bâtiment. Il le renomma « Le Prieuré », du nom d'une rue en contrebas. Il y loge sa famille et accueille des proches, notamment artistes, comme les Paul Sérusier, Pierre Bonnard, Ker-Xavier Roussel ou encore Édouard Vuillard. Il rénove aussi la chapelle du bâtiment avec l'architecte Auguste Perret, plaçant le décor sous l'égide de sainte Marthe, après la mort de son épouse Marthe en 1919. Il y réalise les peintures murales, les vitraux (en collaboration avec Marcel Poncet) et l'ensemble du mobilier liturgique. Consacrée en 1922, la chapelle servira d'église de quartier. Maurice Denis vivra au Prieuré jusqu'à sa mort accidentelle survenue en novembre 1943.
Par la suite, le bâtiment fut transformé en un institut médico-pédagogique jusqu'en 1973. Après la donation par la famille du peintre d'une importante collection de peintures, le conseil général des Yvelines fait l'acquisition du Prieuré, qui devient en 1976 un musée départemental.

### Le musée
Le musée était fermé pour travaux depuis 2018 et il a rouvert le 18 septembre 2021 lors des Journées européennes du patrimoine.
Depuis 2024, le musée d'Orsay a signé un partenariat avec le musée, ce rôle de parrain consiste en un partenariat scientifique et, entre autres, d'accompagner les prêts du musée sur le plan national et international.

## Collections

### Maurice Denis
- Mystère catholique, 1889.
- Portrait de l'artiste à l'âge de dix-huit ans, 1889.
- L'Échelle dans le feuillage, 1892.
- Madame Ranson au chat, vers 1892.
- La Légende de saint Hubert, 1897.
- Régates à Perros-Guirec, 1897.
- Autoportrait devant le Prieuré, 1921.

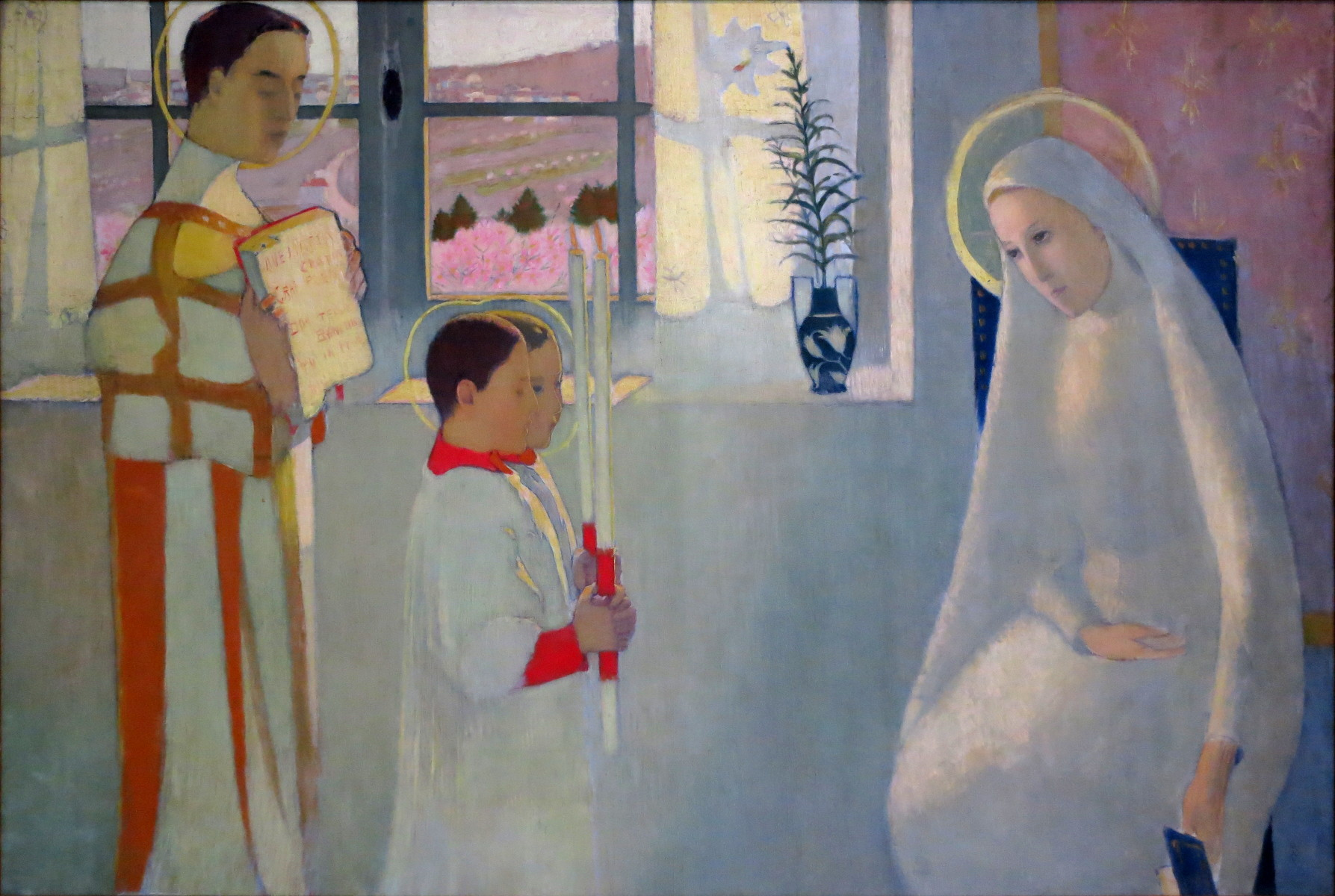
Mystère catholique, 1889.
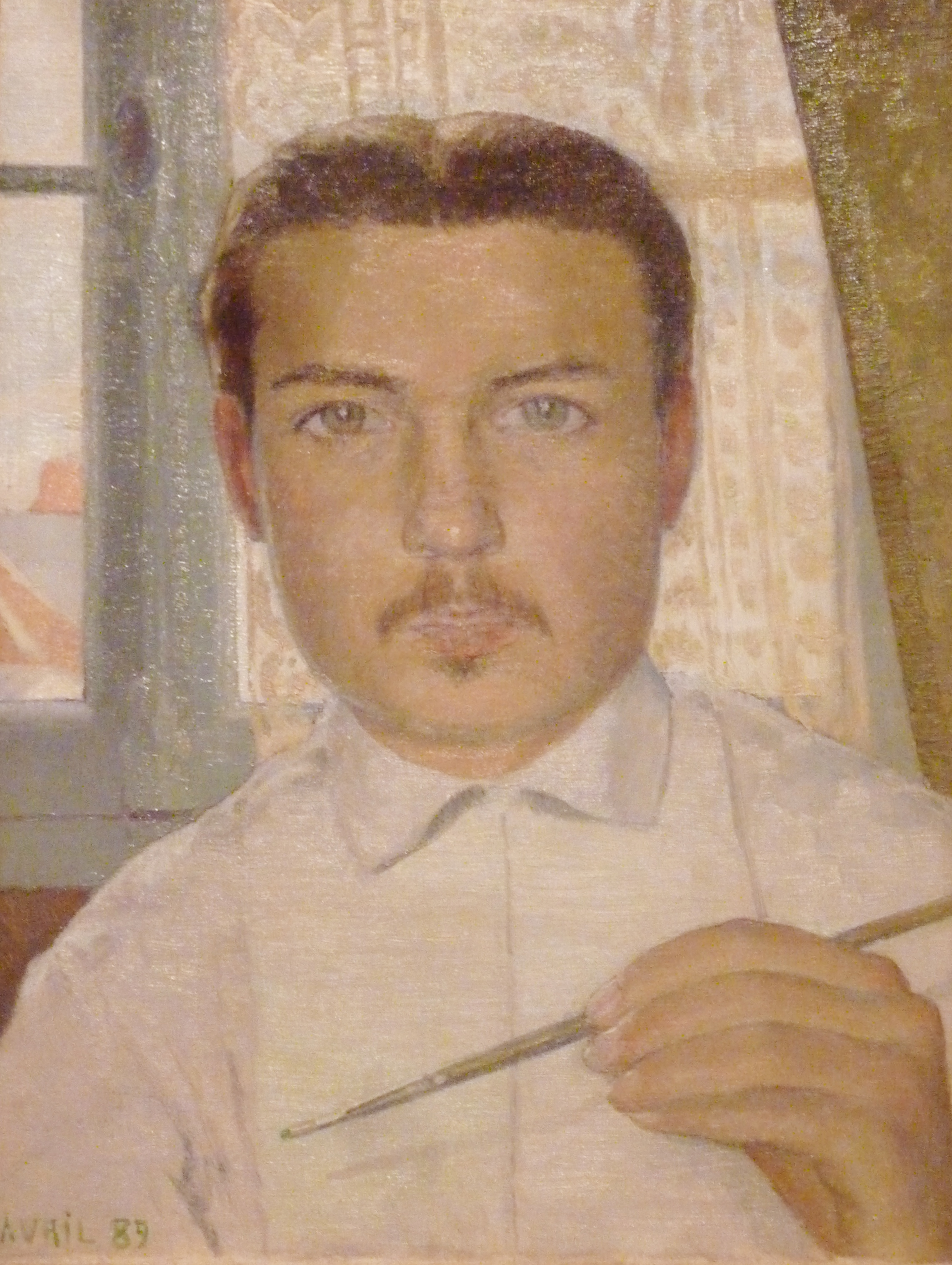
Portrait de l'artiste à l'âge de dix-huit ans, 1889.
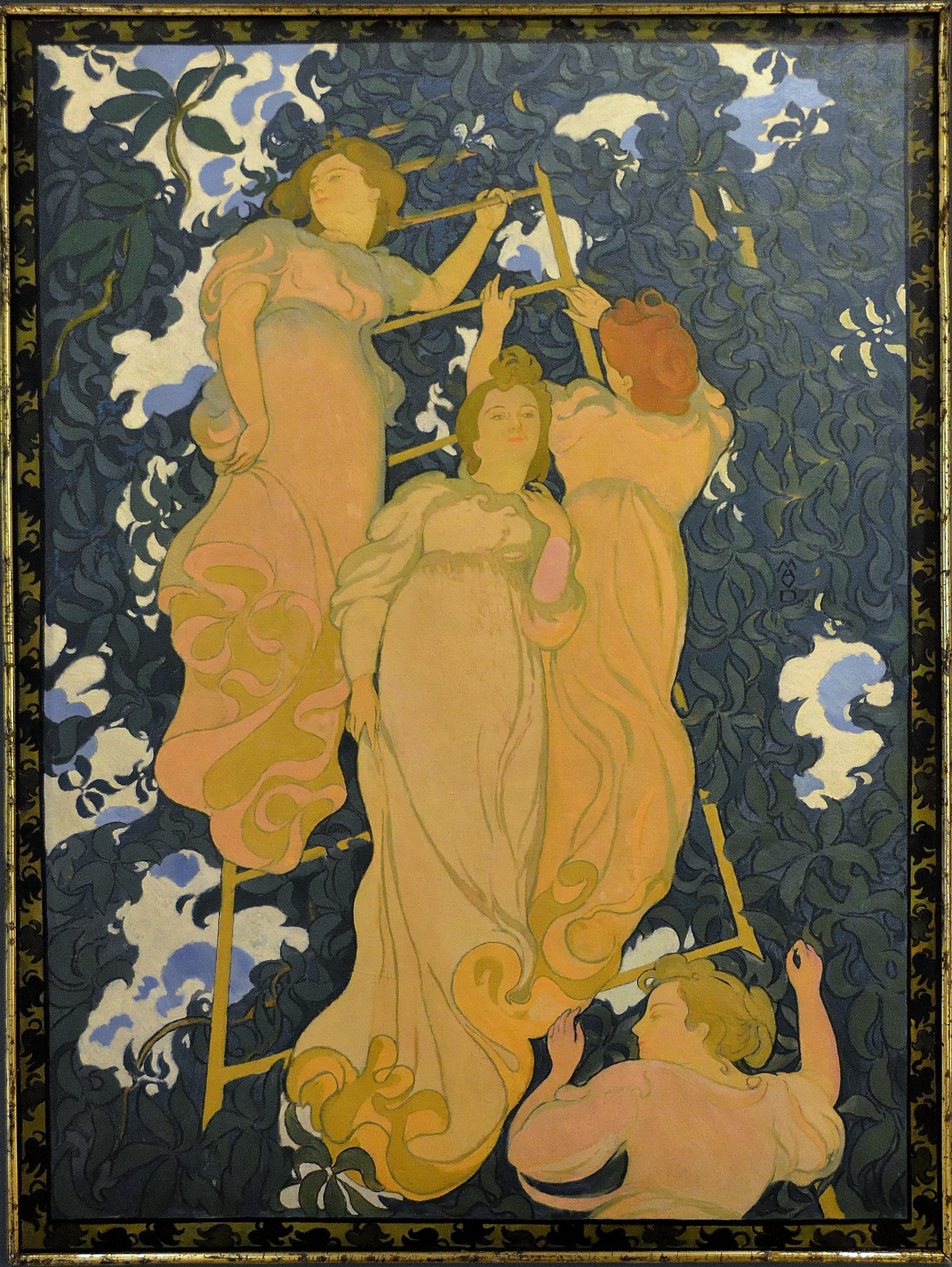
L'Échelle dans le feuillage, 1892.
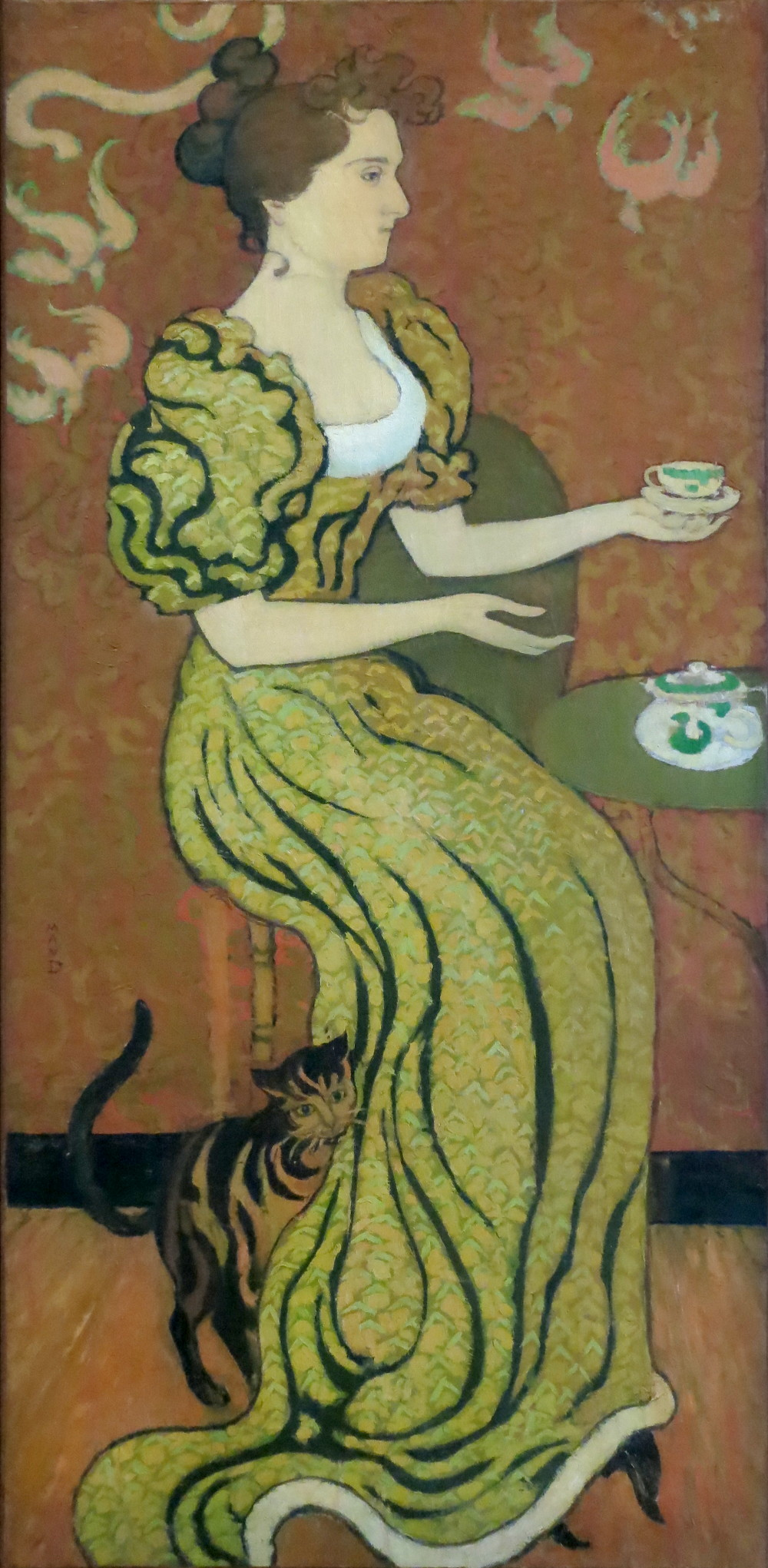
Madame Ranson au chat, vers 1892.
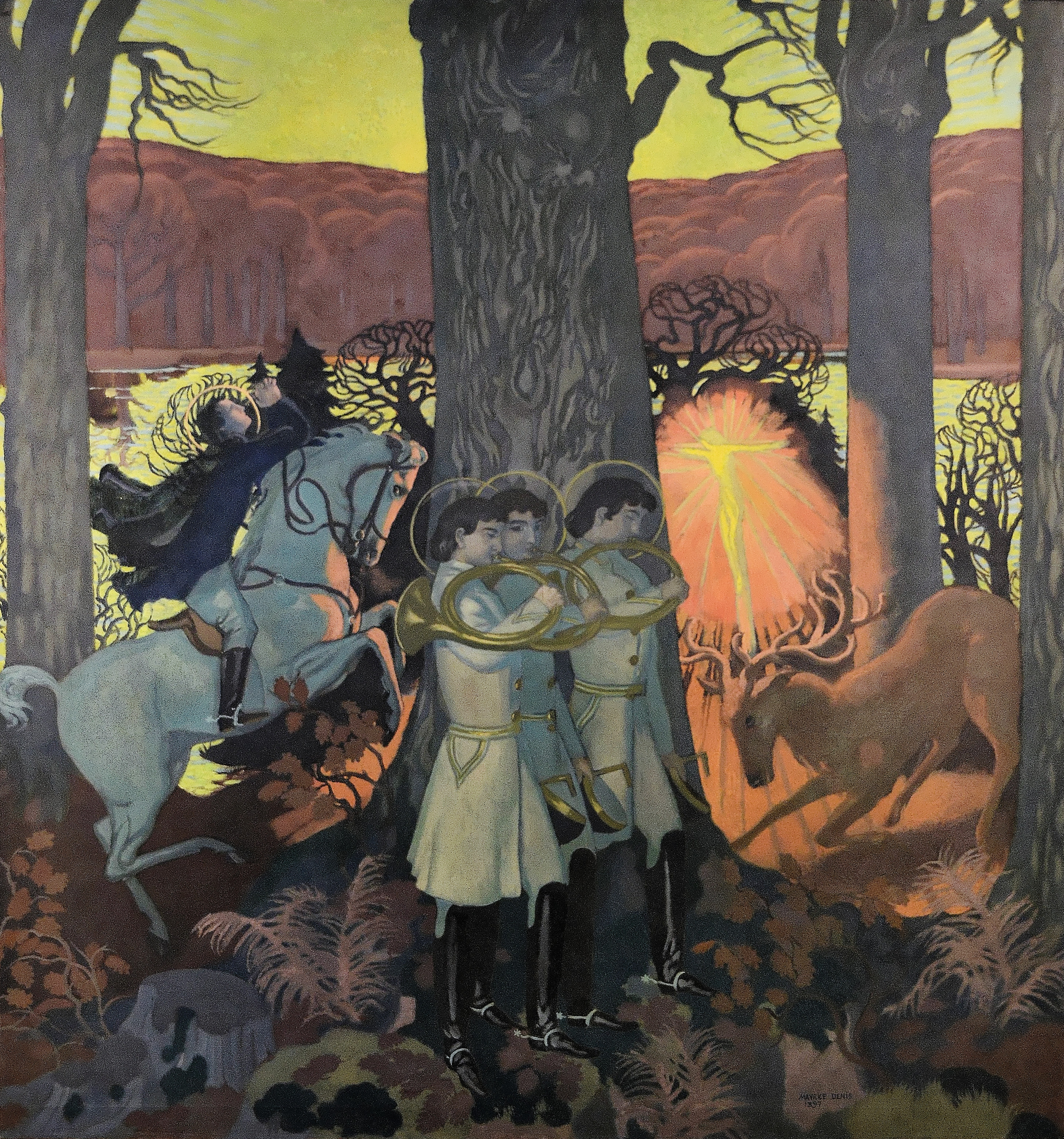
La Légende de saint Hubert, 1896-1897.
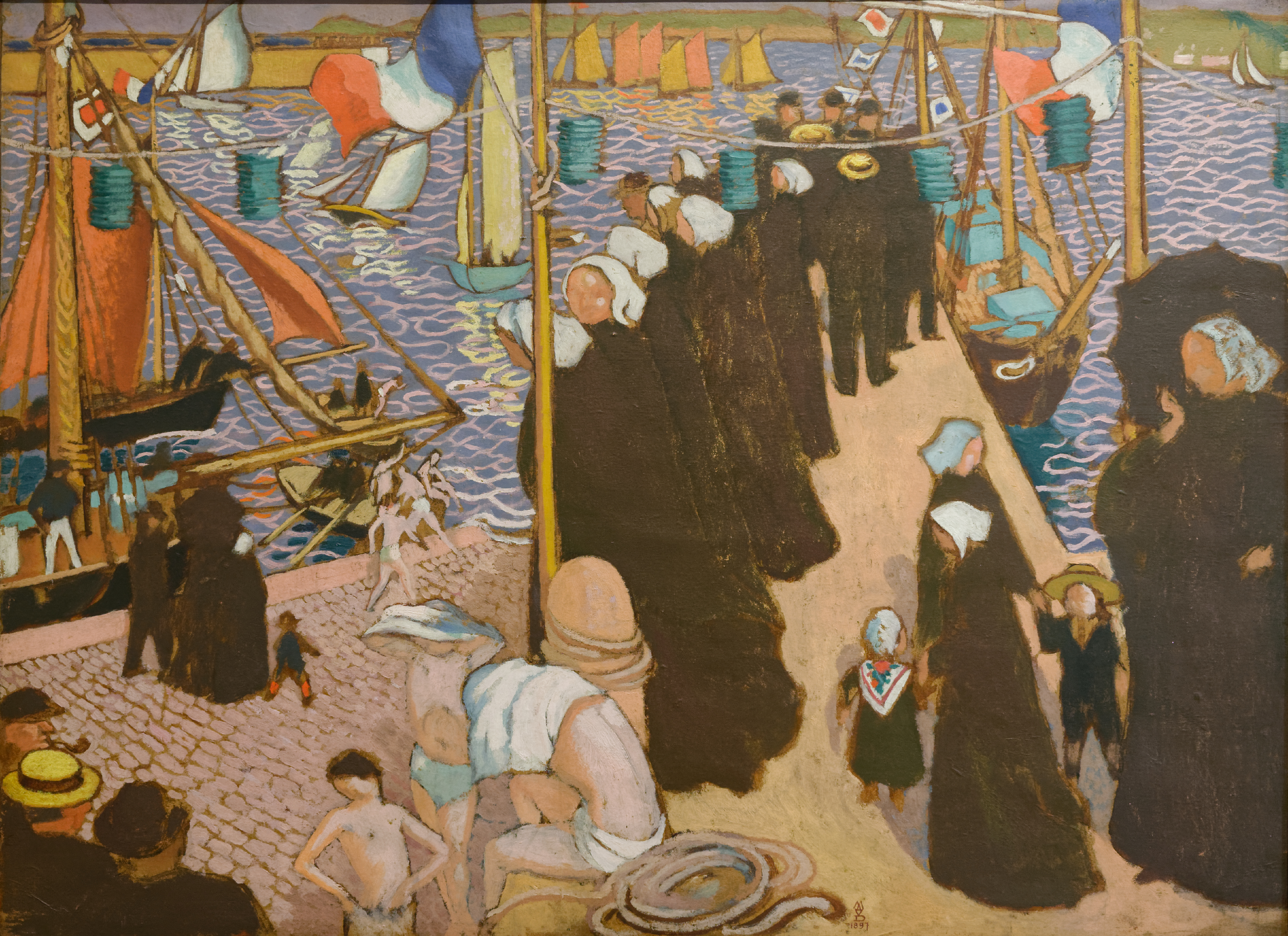
Régates à Perros-Guirec, 1897.
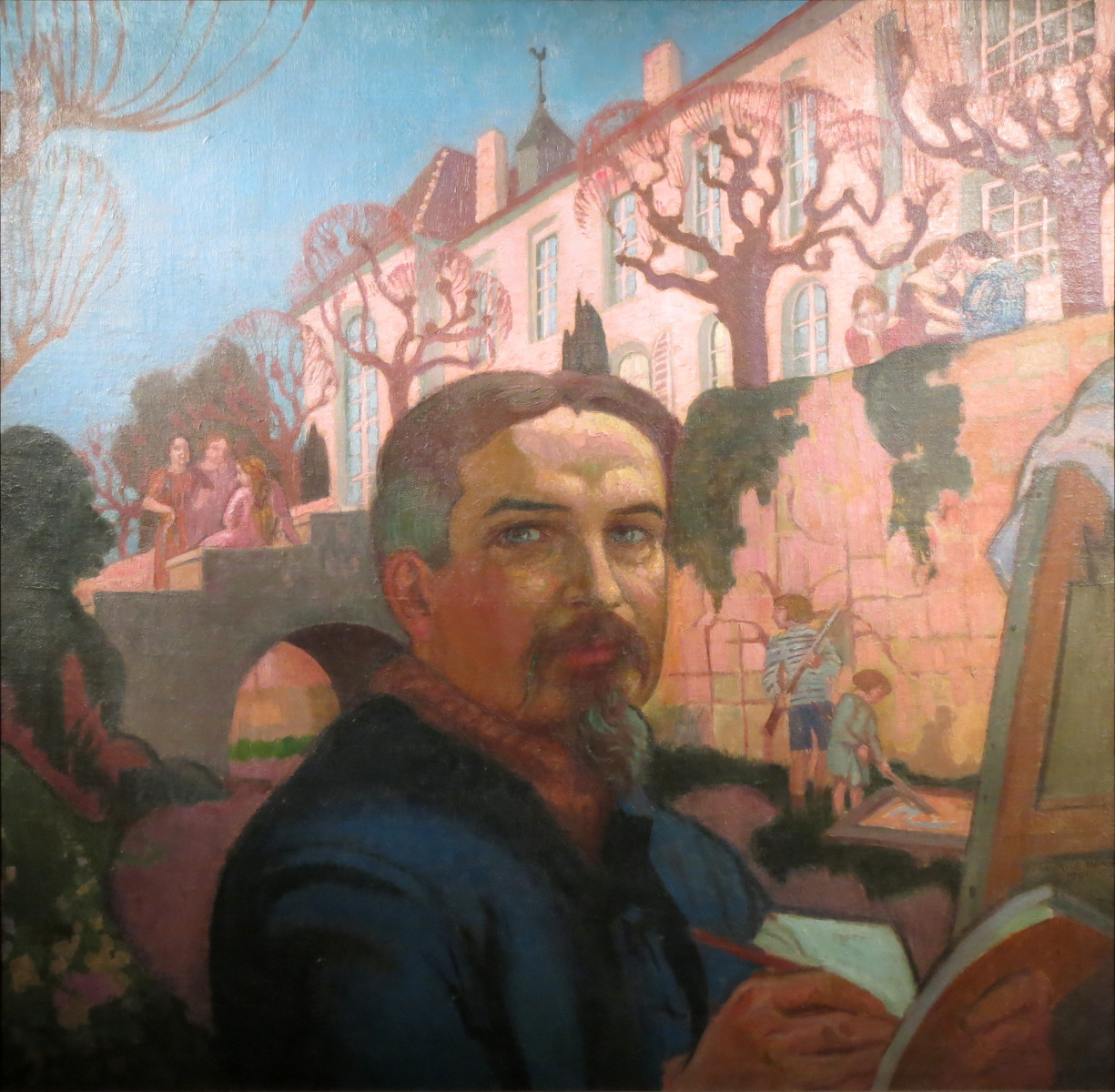
Autoportrait devant le Prieuré, 1921.

### Autres artistes
Parmi les œuvres du groupe des nabis, outre celles de Maurice Denis, on peut y voir des toiles de Paul Gauguin, Charles Filiger, Paul Sérusier, Émile Bernard, Georges Lacombe, Paul-Élie Ranson, Odilon Redon, Raymonde Heudebert, Pierre Bonnard, Édouard Vuillard, Félix Vallotton, Théo Van Rysselberghe, Władysław Ślewiński, Piet Mondrian. Le musée présente également de nombreux vitraux, en particulier de Denis, d'Albert Besnard et de Gruber.

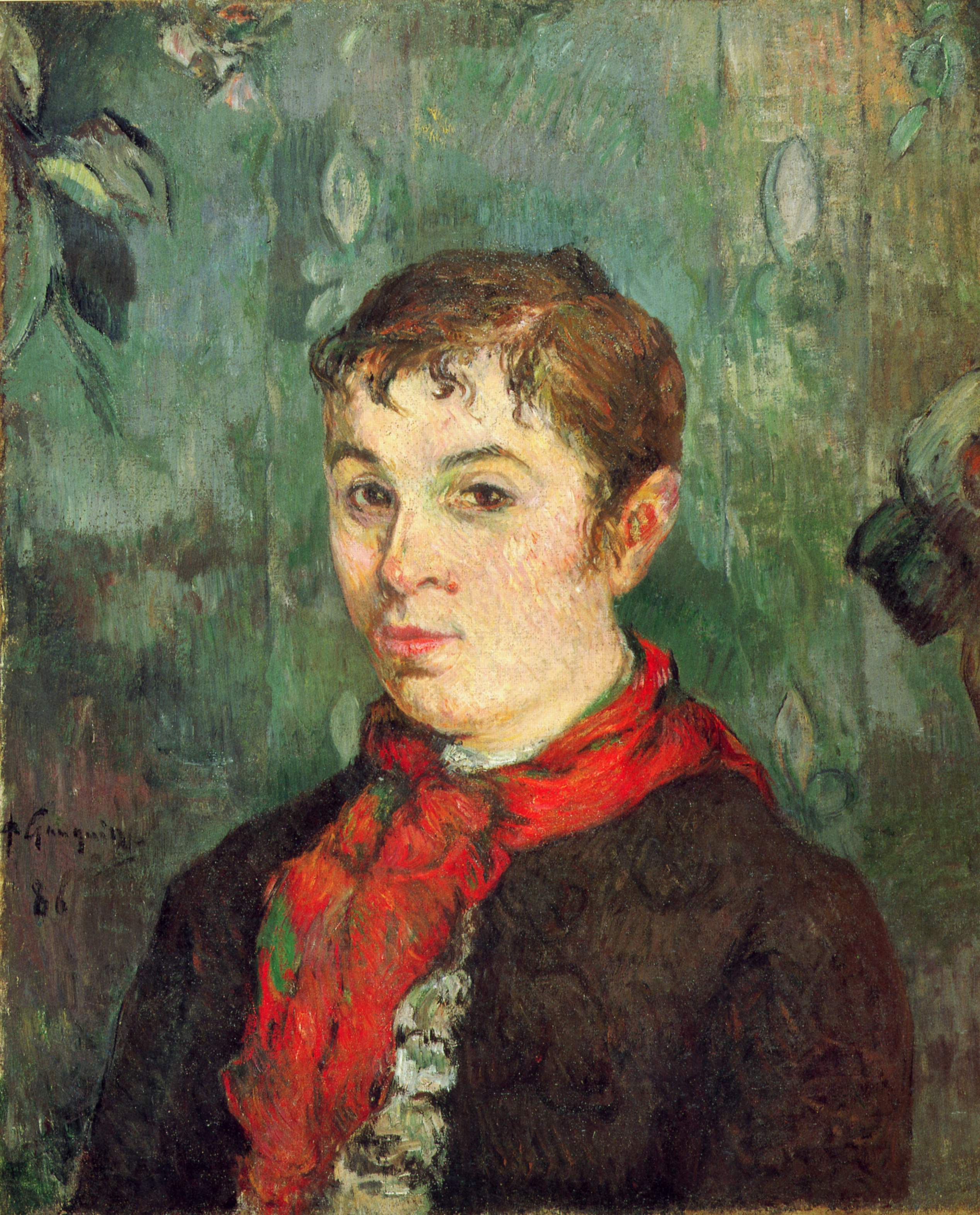
La Fille du patron, Paul Gauguin, 1886.
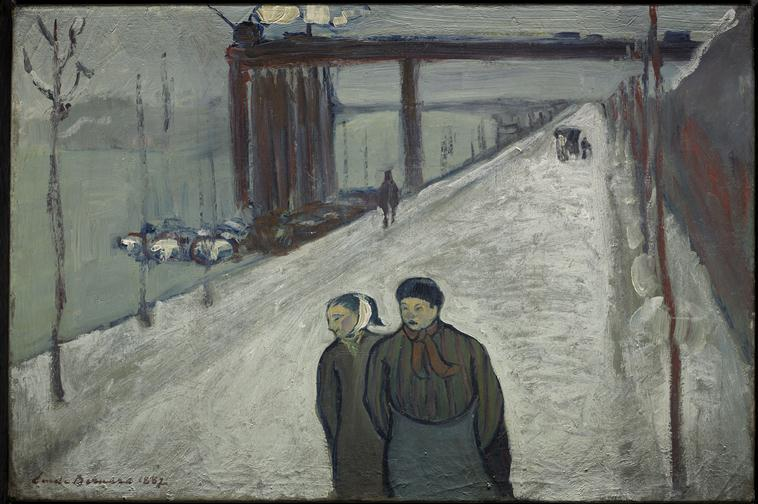
Quai de Clichy sur la Seine, Émile Bernard, 1887.
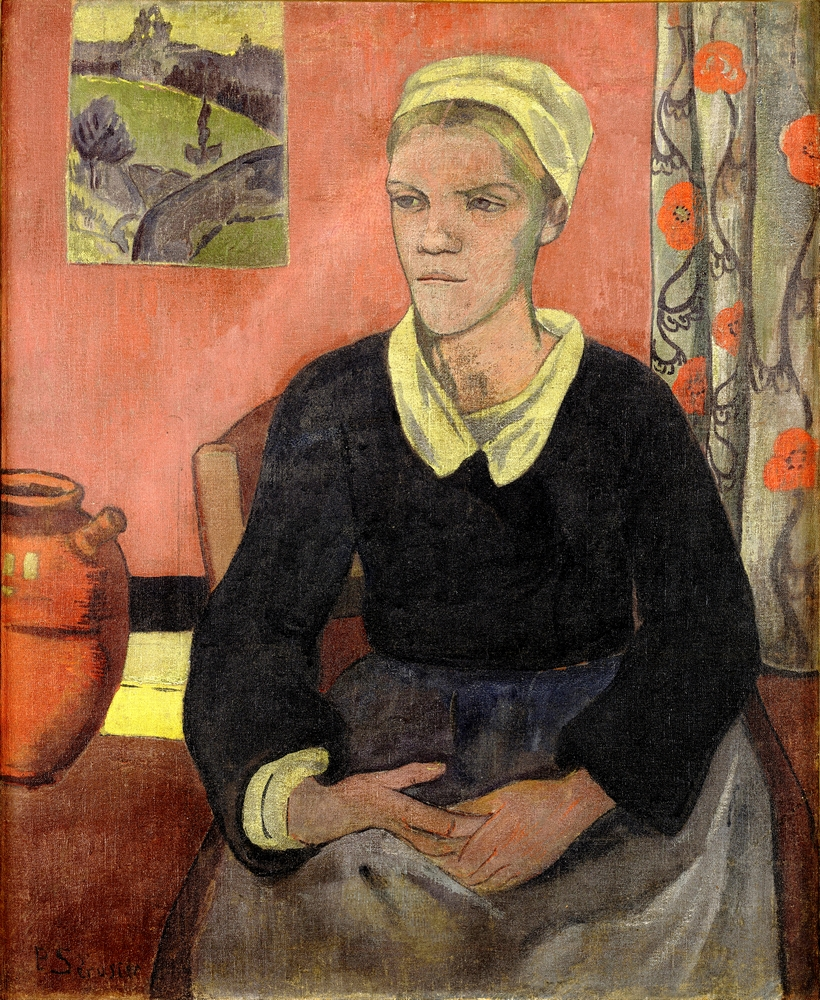
Louise, Paul Sérusier, 1890.
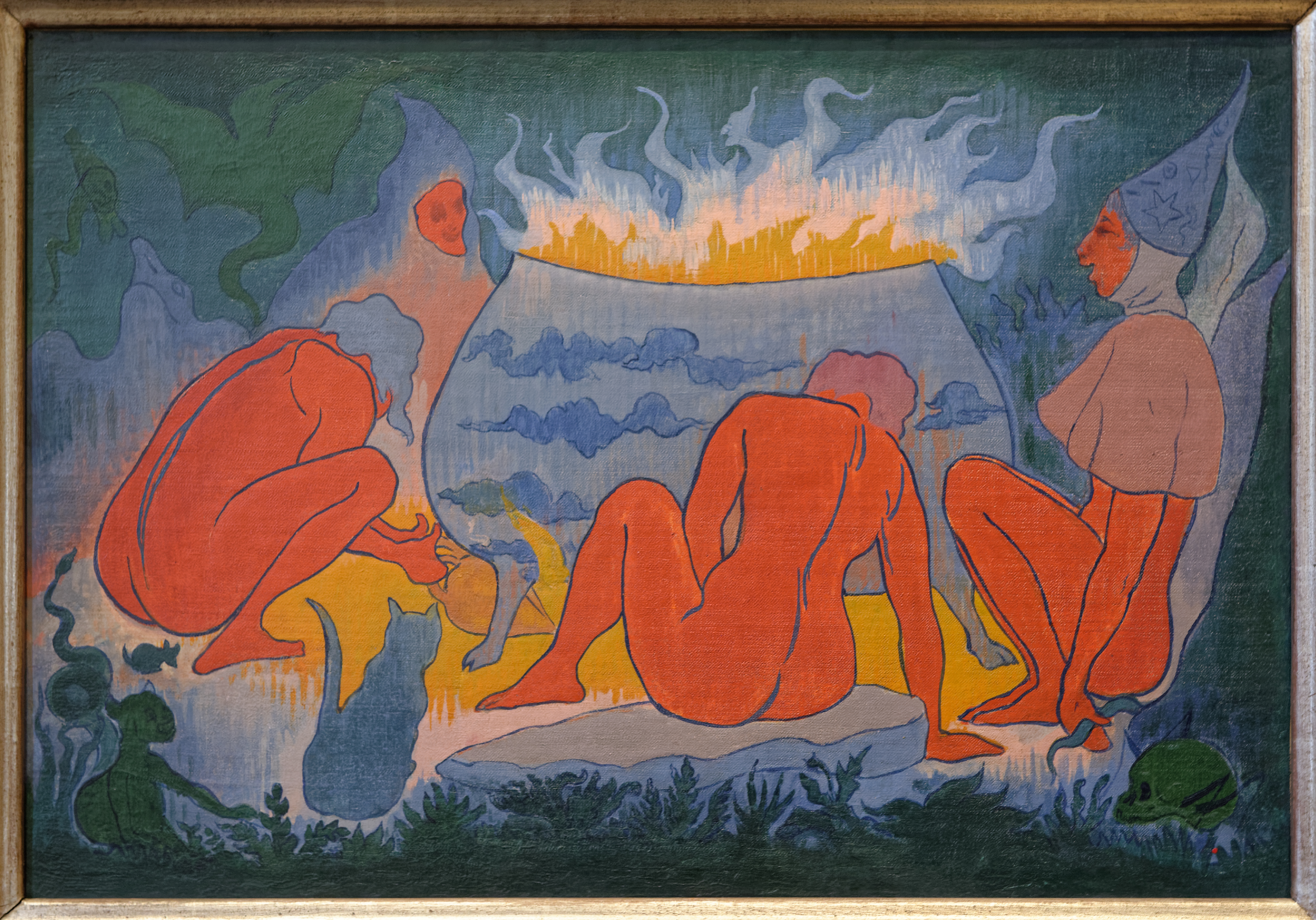
Les Sorcières autour du feu, Paul-Élie Ranson, 1891.
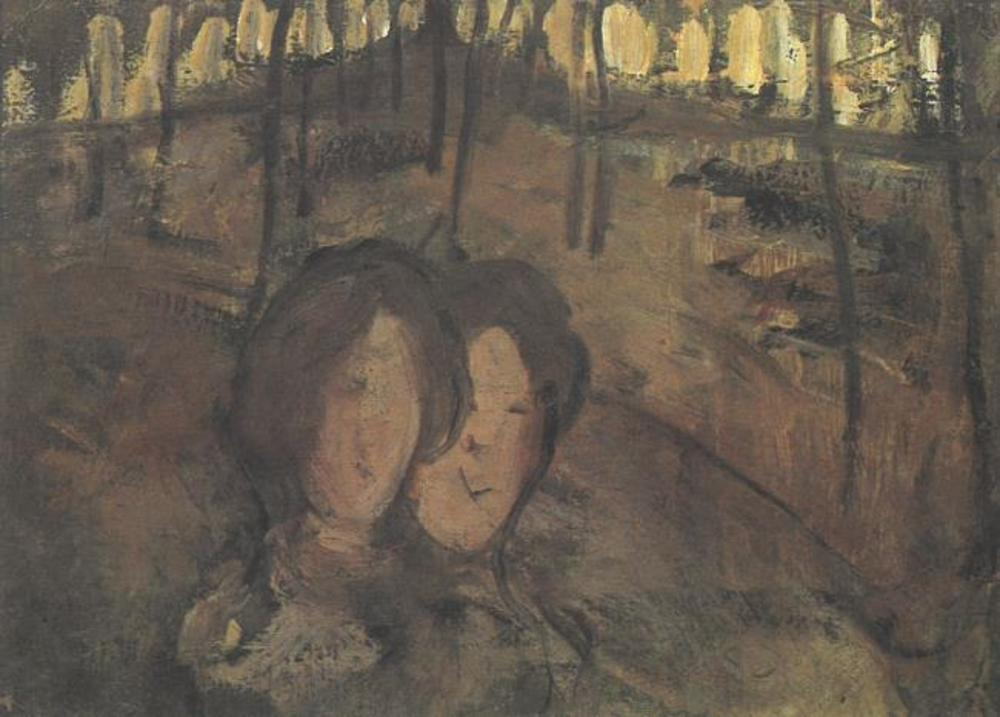
Femmes dans un bois, Piet Mondrian, vers 1907-1909.
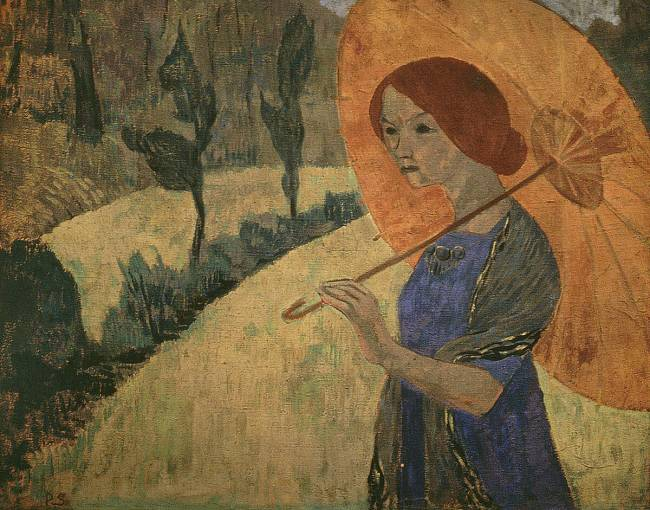
Madame Sérusier à l'ombrelle, Paul Sérusier, 1912.
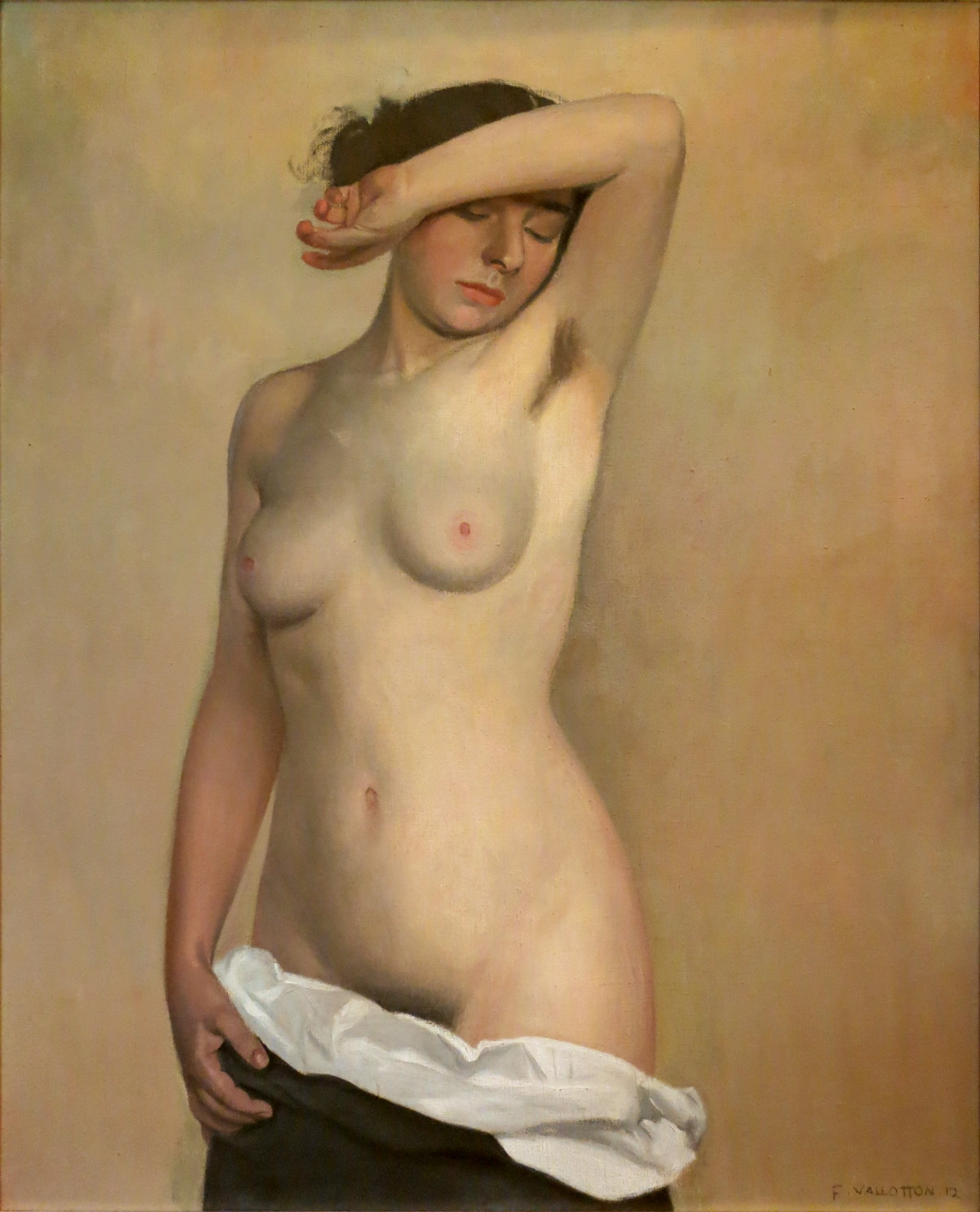
Torse de femme, Félix Vallotton, 1912.
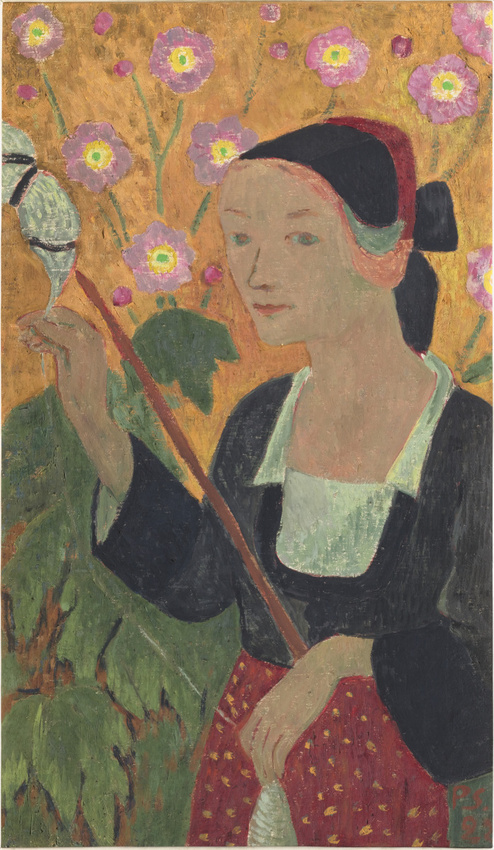
La Fileuse aux anémones, Paul Sérusier, 1922.
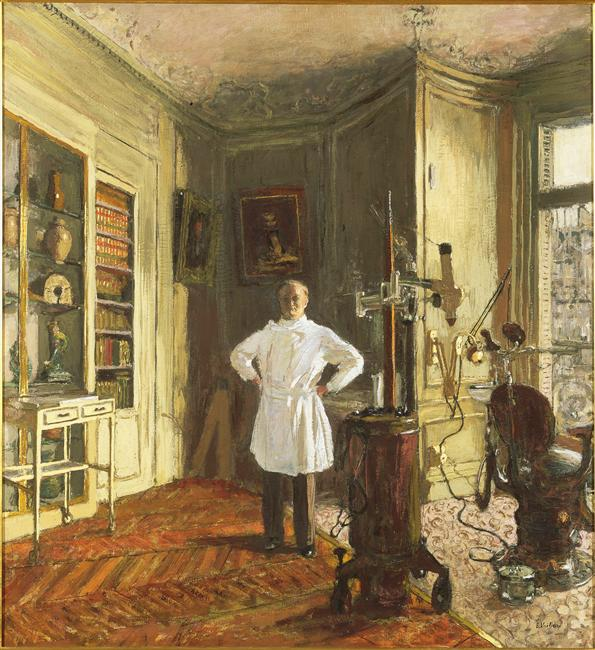
Le Docteur Louis Viau, Édouard Vuillard, 1937.

## Visite
On peut visiter la chapelle jouxtant le bâtiment principal, restaurée et décorée par Maurice Denis entre 1915 et 1928. L'ensemble est une bâtisse imposante qui comprend un parc arboré exposé au sud et qui garde un certain charme. L'ensemble a été classé monument historique en février 1976,.
Tourné à l'avantage de ses visiteurs, le musée organise des expositions temporaires et de nombreuses activités culturelles pour enfants et adultes afin de mieux comprendre ce mouvement avant-gardiste.